# Ceratinella tosior
Ceratinella tosior är en spindelart som beskrevs av Chamberlin 1948. Ceratinella tosior ingår i släktet Ceratinella och familjen täckvävarspindlar. Inga underarter finns listade i Catalogue of Life.